# Слоун, Бэрри
Бэ́рри (Ба́рри) Пол Сло́ун (англ. Barry Paul Sloane, род. 10 февраля 1981, Ливерпуль) — британский телевизионный актёр, наиболее известный по ролям Эйдана Мэтиса в мыльной опере «Месть» (англ. Revenge) и Капитана Джона Прайса в игре Call of Duty: Modern Warfare

## Ранние Годы
Бэрри Пол Слоун родился в Ливерпуле. Перед тем как получить свою первую роль в 2000 году в фильме История Джона Леннона (In His Life: The John Lennon Story), он учился на музыканта и выступал со своей панк-рок группой. Слоун был вокалистом и басс-гитаристом. В 2002 году он получил свою первую постоянную роль в сериале Бруксайд (Brookside).

## Карьера
С 2007 по 2008 годы Бэрри играл в мыльной опере Холлиокс (Hollyoaks), В 2009 году он сыграл главную роль в пьесе Jerusalem, которая получила хорошие отзывы от критиков и после была поставлена на Бродвее в Нью-Йорке, где Слоун также исполнил свою роль. В июле 2012 года Слоун присоединился в роли Эйдана Мэтиса к актёрскому составу второго сезона американской прайм-тайм мыльной оперы «Месть». Изначально получивший периодическую роль, Слоун был повышен до основного состава начиная с четырнадцатого эпизода сезона. В 2013 году он снялся в фильме «Пентхаус с видом на север» вместе с Майклом Китоном и Мишель Монаган.
В 2018 году Бэрри исполнил роль Джо «Медведя» Грейвса, члена американского элитного отряда спецназа Navy Seal, в сериале «Шесть» (SIX). В 2015—2017 годах появлялся в 4 и 6 сезонах сериала «Лонгмайр» (Longmire).
В 2018 Слоун присоединился к вселенной игр Call of Duty в роли Капитана SAS Джона Прайса в Call of Duty: Modern Warfare, перезапуске оригинальной франшизы Modern Warfare.

## Фильмография

### Фильмы
| Год  | Название                                  | Роль                    |
| ---- | ----------------------------------------- | ----------------------- |
| 2007 | Печать Каина/The Mark of Cain             | Рядовой Глинн/Pvt Glynn |
| 2013 | Пентахус с видом на Север/Penthouse North | Чед/Chad                |

### Телевидение
| Год       | Название                                                   | Роль                                   | Примечания                       |
| --------- | ---------------------------------------------------------- | -------------------------------------- | -------------------------------- |
| 2000      | История Джона Леннона (In His Life: The John Lennon Story) | Иван/ Ivan                             | Теле-фильм                       |
| 2003-2003 | Бруксайд/Brookside                                         | Шон Смит/ Sean Smith                   | 65 серий                         |
| 2003      | Pleasureland                                               | Даррен/Darren                          | Теле-фильм                       |
| 2004      | Холби-Сити/Holby-City                                      | Кевин Шарп/Kevin Sharpe                | Серия «Чувство Вины»             |
| 2007-2008 | Холлиокс/Hollyoaks                                         | Найл Рафферти/Nail Rafferty            | 90 серий                         |
| 2008      | Hollyoaks Later                                            | Найл Рафферти/Nail Rafferty            | 4 серии                          |
| 2010      | Катастрофа/Casualty                                        | Дэйви Блэйк/Davey Blake                | Серия «Dark Places»              |
| 2010      | Чисто английское убийство/The Bill                         | Джош Хант/Josh Hunt                    | Серия «Долг зовет»               |
| 2010      | Последствия/DCI Banks                                      | Джеки Рэй/Jackei Wray                  | 2 серии                          |
| 2010-2011 | Холби-Сити/Holby-City                                      | Киран Галлахан                         | 8 серий                          |
| 2012-2014 | Месть/Revenge                                              | Эйдан Мэтис/Aiden Mathis               | 43 серии (весь 2 и 3 сезоны)     |
| 2013      | Отец Браун/Father Brown                                    | Симеон Барнс/Simeon Barnes             | Серия «Молот Господень»          |
| 2015      | Шепот/The Wispers                                          | Уэс Лоуренс/Wes Lawrence               |                                  |
| 2015-2017 | Лонгмайр/Longmire                                          | Закари Хефлин/Zachary Heflin           | 4 сезон 5 серий; 6 сезон 5 серий |
| 2015      | Святые и Чужие/Saints & Strangers                          | Эдвард Уинслоу/Edward Winslow          |                                  |
| 2016      | Бесстыжие/Shameless                                        | Райн/Ryan                              | 2 серии                          |
| 2017-2018 | Шесть/SIX                                                  | Джо «Медведь» Грейвс/Joe «Bear» Graves |                                  |
| 2019      | Лучшие в Лос-Анджелесе/L.A.`s Finest                       | Данте Шерман/Dante Sherman             | 7 серий                          |
| 2019      | Закон Блафф-Сити/Bluff City Law                            | Джейк Райли/Jake Reilly                |                                  |
| 2022-2023 | Убийство в Заливе/The Bay                                  | Крис Фишер/Chris Fischer               |                                  |
| 2022      | Литвиненко/Litvinenko                                      | Джим Доусон/DS Jim Dawson              |                                  |

### Видеоигры
| Год  | Название                                | Роль                                  |
| ---- | --------------------------------------- | ------------------------------------- |
| 2019 | Call of Duty: Modern Warfare (2019)     | Капитан Джон Прайс/Captain John Price |
| 2020 | Call of Duty: Black Ops Cold War        | Капитан Джон Прайс/Captain John Price |
| 2022 | Call of Duty: Modern Warfare II (2022)  | Капитан Джон Прайс/Captain John Price |
| 2023 | Call of Duty: Modern Warfare III (2023) | Капитан Джон Прайс/Captain John Price |

### Театр
| Год  | Название  | Роль                        | Примечания                                           |
| ---- | --------- | --------------------------- | ---------------------------------------------------- |
| 2009 | Jerusalem | Трой Уитворф/Troy Whitworth | Jerwood Theatre Downstairs 13 июля — 22 августа 2009 |
| 2010 | Jerusalem | Трой Уитворф/Troy Whitworth | Apollo Theatre 28 января — 24 апреля 2010            |
| 2011 | Jerusalem | Трой Уитворф/Troy Whitworth | Music Box Theatre 21 апреля — 21 августа 2011        |

## Личная жизнь
В июне 2013 года Слоун женился на Кэти О`Грейди. У них двое детей: Грейси Блюбелл Слоун (2010 года рождения) и Леннон Майкл Слоун (2016 года рождения).